# Mario Giordani
Mario Giordani (Napoli, 20 febbraio 1899 – Roma, 11 luglio 1966) è stato un chimico italiano.
Docente universitario dal 1935, fu direttore dell'Istituto chimico dell'università di Roma. Diresse la pubblicazione dell'Enciclopedia del petrolio (1962-1971, postuma).